# Cerro El Sosneado
El Sosneado es una cumbre de la cordillera de los Andes argentinos, ubicada en el departamento San Rafael, en la provincia de Mendoza. Con una altura de 5.169 m s. n. m., es la montaña de más de 5.000 m s. n. m. más austral de los Andes ya que el cerro Risco Plateado ubicado más al sur, dentro del departamento de Malargüe mide 4.999 m s. n. m. Íntegramente en territorio argentino, de su ladera sur, nace el río Atuel, uno de los principales ríos de la provincia.
En sus cercanías, se encuentra el cerro Seler, lugar donde se estrelló el avión de la Fuerza Aérea Uruguaya con jugadores de rugby del equipo Old Christians Club a fines de 1972, hecho conocido como «Milagro de los Andes».
El cerro puede ser divisado con facilidad desde la RN 40, camino al departamento de Malargüe.

## Toponimia
Su nombre en lengua nativa significa «donde primero se ve el sol».
- Datos: Q6409298